# Staatsstraße 2271
Die Staatsstraße 2271 (Abkürzung St 2271) ist eine verkehrlich bedeutende, insgesamt etwa 53 Kilometer lange Staatsstraße in den unterfränkischen Landkreisen Schweinfurt, Kitzingen und der kreisfreien Stadt Schweinfurt in Bayern. Sie dient als Verbindungsstraße zwischen der Stadt Schweinfurt, der Volkacher Mainschleife und der Großen Kreisstadt Kitzingen mit ihrem Hinterland.

## Verlauf
Die Staatsstraße 2271 wird von der Kreisstraße NEA 47 unter der Bundesstraße 13 weitergeführt und beginnt in der Gemarkung des Martinsheimer Ortsteils Enheim im Südwesten des Landkreises Kitzingen. Anschließend durchquert sie Enheim (49° 37′ 58″ N, 10° 8′ 18,3″ O) und bleibt im Martinsheimer Gemeindegebiet bis zur Autobahnauffahrt Marktbreit (49° 39′ 1,1″ N, 10° 8′ 42,1″ O) auf die Bundesautobahn 7.
Dann erreicht sie das Gemeindegebiet von Marktbreit (49° 39′ 44,8″ N, 10° 8′ 25,1″ O). Im Stadtgebiet verläuft sie zunächst als Straße Fleac, benannt nach der Partnerstadt der Gemeinde, auf den Main zu. Dort mündet die Staatsstraße 2418 (49° 39′ 58,2″ N, 10° 8′ 6,6″ O) ein und die Staatsstraße 2271 wendet sich nach Nordosten. Sie verläuft zwischen der Marktbreiter Kernstadt und dem Main weiter als Adam-Fuchs-Straße und Mainstraße und wendet sich als Marktstefter Straße schließlich nach Norden. Am Ortsausgang mündet außerdem die Kreisstraße KT 23 (49° 40′ 46,6″ N, 10° 8′ 59,4″ O) ein.
Weiter orientiert sich die Straße grob am Mainverlauf. Sie wird als Ortsumgehung um die Stadt Marktsteft (49° 41′ 12″ N, 10° 8′ 40″ O) geführt. Nach einer weiteren Wendung in Richtung Nordosten verlässt sie das Gemeindegebiet von Marktsteft und erreicht die Große Kreisstadt Kitzingen mit dem Ortsteil Hohenfeld (49° 42′ 55,5″ N, 10° 8′ 59,7″ O). Dort trägt sie wieder den Namen Mainstraße. Mit dem Erreichen der Kitzinger Kernstadt mündet die Staatsstraße 2270 (als Südtangente) (49° 43′ 34,9″ N, 10° 9′ 56,6″ O) ein. Dort unterquert die Staatsstraße 2271 die Bahnstrecke Fürth–Würzburg. Dann passiert die Staatsstraße eine Auffahrt auf die Bundesstraße 8 am westlichen Rand des Kitzinger Stadtteils Siedlung. Sie überquert den Bimbach und wendet sich westlich von Etwashausen nach Norden. Dort mündet die Staatsstraße 2272 (als Nordtangente) (49° 44′ 49,4″ N, 10° 10′ 46″ O) ein. Die Staatsstraße durchschneidet den Kitzinger Klosterforst in nordöstlicher Richtung und verlässt das Kitzinger Gemeindegebiet kurz nach der Autobahnauffahrt Kitzingen/Schwarzach (49° 46′ 59,9″ N, 10° 12′ 39″ O) auf die Bundesautobahn 3.
Die Staatsstraße erreicht das Gemeindegebiet von Schwarzach am Main mit dem Ortsteil Hörblach (49° 47′ 19,4″ N, 10° 12′ 51,3″ O). Sie bildet die Ortsumgehung und dort mündet die Kreisstraße KT 12 ein. Als Ortsumgehung wird sie auch um die Schwarzacher Ortsteile Stadtschwarzach, Münsterschwarzach und Gerlachshausen am Main entlanggeführt. Zuvor schneidet sie die Bundesstraße 22 (als die sie zeitweise auch verläuft) (49° 47′ 52,3″ N, 10° 13′ 23″ O) kurz vor Stadtschwarzach. Bei Gerlachshausen beginnt der Mainkanal, der die Volkacher Mainschleife überwindet. Die Staatsstraße wird parallel zum Kanal geführt.
Nach Gerlachshausen verläuft die Staatsstraße ein kurzes Stück in der Sommeracher Gemarkung (49° 50′ 8″ N, 10° 13′ 39,8″ O), das Dorf liegt allerdings auf der anderen Seite des Mainkanals auf der sogenannten Weininsel. Etwa auf Höhe der Hallburg erreicht die Straße das Gemeindegebiet von Volkach aus südlicher Richtung. Vor Erreichen des bebauten Gebiets der Kernstadt mündet die Staatsstraße 2260 ein (49° 51′ 20″ N, 10° 13′ 46,8″ O). Als Dieselstraße bildet die Staatsstraße nun die westliche Volkacher Stadtumgehung. Ein Kreisverkehr (49° 51′ 56,5″ N, 10° 13′ 22,7″ O) auf Höhe der weiter östlich gelegenen Altstadt vermittelt nochmals zur Staatsstraße 2260, die nun in westliche Richtung über den Main verläuft. Die Staatsstraße 2271 verläuft weiter durch die Neubaugebiete im Norden von Volkach, dort mündet die Kreisstraße KT 34 ein. Als Gaibacher Straße verlässt sie die Volkacher Kernstadt und passiert den Anstieg der Gaibacher Steige. Die Straße durchquert den Volkacher Ortsteil Gaibach als Schweinfurter Straße (49° 53′ 24,3″ N, 10° 13′ 35,6″ O). Dort mündet die Balthasar-Neumann-Straße (auch SW 37) ein.
Der Landkreis Schweinfurt wird mit der Gemarkung von Kolitzheim erreicht, die von Süden von der Staatsstraße 2271 durchquert wird. In Kolitzheim (49° 55′ 2,1″ N, 10° 14′ 15,3″ O) wird sie wiederum Schweinfurter Straße genannt, dort münden die Kreisstraßen SW 41 (im Süden) und SW 11 (im Norden) in die Staatsstraße. Sie verläuft weiter in nordöstlicher Richtung in die Gemarkung von Unterspiesheim. Dort wendet sich die Staatsstraße nach Norden und verläuft als Hauptstraße mit engen Kurven durch den Kolitzheimer Ortsteil (49° 57′ 3,4″ N, 10° 15′ 48″ O). Nach dem Dorf verläuft die Staatsstraße immer parallel zur Bundesstraße 286 in Richtung Schweinfurt. Die Bundesstraße befindet sich östlich davon.
Dies ändert sich mit der Überquerung der Bundesstraße kurz nach Erreichen des Schwebheimer Gemeindegebiets. Bei der Durchquerung von Schwebheim wird die Staatsstraße 2271 wieder Hauptstraße (49° 59′ 16″ N, 10° 14′ 55,9″ O) genannt. Nach dem Verlassen des Kernorts schließen sich nördlich von Schwebheim die Neubaugebiete am Aschenhof (49° 59′ 42,9″ N, 10° 14′ 44,8″ O) an, die von der Staatsstraße (als Aschenhof bzw. Schweinfurter Straße) von Süden kommend durchschnitten werden. Zwei Kreisverkehre (mit einer Auffahrtmöglichkeit auf die Bundesstraße 286) leiten zum Stadtgebiet von Schweinfurt über. Die Schweinfurter Gemarkung wird von der Straße nur wenig berührt (50° 1′ 7,6″ N, 10° 14′ 19,3″ O). Sie verlässt sie bereits kurz vor der Autobahnauffahrt Schweinfurt-Zentrum auf die A 7. Die Straße verläuft auf Sennfelder Gemarkung am Schweinfurter Gewerbegebiet Hafen-Ost entlang, unterquert die Bundesautobahn 7 und mündet kurz vor dem Sennfelder Ortszentrum als Schwebheimer Straße in der Staatsstraße 2272.

## Zustand und Ausbaupläne
Die Staatsstraße 2271 ist durchgehend zweispurig ausgebaut. Bis zur Autobahnauffahrt Marktbreit auf die Bundesautobahn 7 wird sie im Bayernatlas allerdings lediglich als Nahverkehrsverbindung auf befestigter Straße geführt. Dies ändert sich erst mit der Autobahnauffahrt. Nun wird sie zur wichtigen Regionalverkehrsverbindung und erreicht als solche Marktbreit. In Kitzingen bildet sie eine mit einer Bundesstraße vergleichbare, wichtige Fernverkehrsstrecke. In Stadtschwarzach wird sie wieder zur Regionalverkehrsverbindung.
Größere Ausbaupläne der Strecke liegen nicht vor. Jedoch wurde zwischen 2012 und 2015/2017 diskutiert, eine Ortsumgehung für Gaibach und Kolitzheim einzurichten. Die Umgehungsstraße wurde schließlich von einem Bürgerbegehren wegen der Finanzierung gestoppt.

## Geschichte

### Königshöfe und Geleitstraße (bis um 1697)
Die Staatsstraße 2271 hat einige historische Vorgänger, so wurden Teile der Strecke bereits in der Frühen Neuzeit als wichtige Nahverkehrsverbindung genutzt. Über das Frühmittelalter existieren kaum Quellen zu den Verläufen der Straßen, weshalb man auf Rückprojektionen angewiesen ist. Die Straßen verbanden die fränkischen Königshöfe und überquerten bei Furtorten, die sich später zu Fährorten entwickelten den Main.
Alle wichtigen Verbindungen am Maindreieck verliefen allerdings quer zur heutigen Staatsstraße. So verband die Furt Fahr die Höfe Prosselsheim und Rügshofen, die Mainfurt Schwarzenau war wohl der Übergang zur Straße Würzburg-Forchheim. Später gewann auch die Strecke Würzburg–Kitzingen–Iphofen–Forchheim an Bedeutung. Wahrscheinlich verlief aber dennoch eine Route zwischen Kitzingen und Schweinfurt über Volkach. Sie war die Lebensader Volkachs, die Stadt richtete ihre Tore auch in Richtung Süden bzw. Nordwesten aus.
Mit dem Aufstieg des Hochstifts Würzburg zum beherrschenden Machtfaktor am Maindreieck etablierten sich die sogenannten Geleitstraßen, an denen Bewaffnete die Reisenden gegen Bezahlung begleiteten. Im Geleitsverzeichnis des Fürstbischofs Julius Echter von Mespelbrunn von 1596 tauchte erstmals die Verbindung Schweinfurt–Heidenfeld–Volkach–Schwarzach–Kitzingen–Marktsteft–Obernbreit–Uffenheim auf. Vielleicht war sie als Umgehungsroute für den damals protestantischen, markgräflichen Zollort Prichsenstadt entstanden.
Zugleich entwickelte sich Schweinfurt zum wichtigen Handelsort zwischen Thüringen und Leipzig im Norden und Osten sowie in Richtung Schweiz im Süden. Außerdem verlief eine weitere Trasse zwischen Kitzingen, Volkach und Schweinfurt mit Fernziel Göttingen im Norden bzw. Marktbreit und Augsburg im Süden. Die Strecke blieb aber eher unbedeutend. Ihr genauer Verlauf ist in der Gesamtheit unklar, jedoch lief sie wohl von Lindach über Öttershausen, westlich an Gaibach vorbei direkt nach Volkach und befand sich damit 400 bis 800 Meter weiter westlich als die heutige Straße.
Mehrere Varianten sind von dieser Strecke überliefert. Auf einer Karte von 1633/1634 zweigte eine Teilstrecke von Schweinfurt nach Röthlein-Grafenrheinfeld ab und verlief näher am Main bis zur Fährstelle Fahr. Ebenso konnte man durch Gaibach die sogenannte Steige hinunter nach Volkach gelangen. Nach dem Dreißigjährigen Krieg gab es eine Direktverbindung zwischen Volkach und Stadtschwarzach, die den Umweg über Sommerach mied, also annähernd die heutige Streckenführung aufwies.

### Chausseen, Vicinal- und Staatsstraße (bis heute)
Mit der zweiten Hälfte des 17. Jahrhunderts begann das Zeitalter des Chausseebaus in den Territorien des Heiligen Römischen Reiches, da die Fuhrwerke auf den gepflasterten Straßen schneller als auf den bisherigen Erdwegen vorwärts kamen. Im Hochstift Würzburg dauerte es allerdings noch bis 1738, ehe die alten Straßen erneuert wurden. Erste Verordnungen über „Wegreparaturen“ sind von Balthasar Neumann überliefert. Den Anfang machte die heutige Bundesstraße 8 zwischen Kitzingen und Markt Bibart.
Während der Revolutionskriege ruhten die Arbeiten an den Chausseen, erst nach dem Übergang Frankens zum Königreich Bayern konnte ab 1817 weitergebaut werden. Ein Jahr zuvor, 1816, hatte der Landesdirektionsrat Philipp Heffner empfohlen, den Bau vier sogenannter Hauptstraßen voranzutreiben. Er definierte auch acht Neben- oder Vicinalstraßen zur Landeserschließung. Darunter waren die Strecken Schweinfurt–Volkach–Kitzingen–Nürnberg (als Vicinalstraße c) und Mainbernheim–Obernbreit–Ansbach–München (als Vicinalstraße e).
Im Jahr 1817 erhielten die Straßenprojekte andere Bezeichnungen und wurden in zwei Klassen eingeteilt. Ab 1835 sprach man statt von Vicinalstraßen von Distriktsstraßen. Die Finanzierung solcher Nebenstrecken wurde weitgehend den Gemeinden entlang der Straße überlassen, sodass die Trassen noch lange Zeit von ganz unterschiedlicher Qualität blieben. Zumeist begann man Straßen sternförmig um die Sitze der Landgerichte zu errichten, die damit quasi eine „hoheitliche Raumfunktion“ erhielten.
So konnte die Strecke Kitzingen–Stadtschwarzach–Münsterschwarzach–Gerlachshausen–Sommerach–Volkach–Gaibach–Kolitzheim–Schweinfurt, die drei Landgerichtssitze (Kitzingen, Volkach und Schweinfurt) verband, bereits 1816/1817 begonnen werden. Erst 1825 wurde die Strecke fertiggestellt, wobei der Teil zwischen Schweinfurt und Schwebheim zunächst unausgebaut blieb. Beim Ausbau orientierte man sich wohl an einer historischen Trasse, vielleicht der Geleitstraße oder einer ihrer Varianten. Noch heute entspricht der Straßenverlauf dem des 19. Jahrhunderts.